# Nordingrå tingslag
Nordingrå tingslag var ett tingslag vars område låg söder om Ullångerfjärden öster om staden Kramfors i nuvarande Kramfors kommun.
Nordingrå tingslags verksamhet överfördes 1930 till Ångermanlands södra domsagas tingslag.
Tingslaget hörde i perioden 1811-1841 till Södra Ångermanlands domsaga mellan 1841 och 1900 till Norra Ångermanlands domsaga  och mellan 1901 och 1930 till Nätra och Nordingrå domsaga som även omfattade Nätra tingslag.

## Socknar
Nordingrå tingslag omfattade tre socknar.
- Nordingrå
- Ullånger
- Vibyggerå